# 神保信彦
神保 信彦（じんぼ のぶひこ、1900年1月1日-1978年）は、大日本帝国陸軍の軍人。陸軍中佐。第二次世界大戦中にフィリピン第三共和国の初代大統領となるマニュエル・ロハスの生存に貢献した人物として知られる。

## 生涯
現在の山形県高畠町出身。
仙台陸軍幼年学校に入学し、陸軍士官学校（33期）を優秀な成績で卒業しながらも、陸軍大学校の受験で2度とも面接試験で試験官と喧嘩したため合格できなかったという。
1942年のフィリピンの戦いにおけるコレヒドール要塞陥落後、神保はミンダナオ島第10独立守備隊司令官の高級副官としてミンダナオ島占領に参加。その際、捕虜とされダバオ市長宅に預けられていたロハス財務長官と対面する。ただ祖国の独立を願い「日本はヒロヒト天皇を持つ仁義の国でドイツのように捕虜を虐待しないと信じる」と語るロハスに心を動かされた神保は、第14方面軍司令部に歎願して「ロハスを当分宣撫工作に利用すべし」との軍命令を和知鷹二参謀長から引き出し、一部幕僚による暗殺命令からロハスを守った。結果としてロハスは処刑を免れたものの、これにより神保は中国河南戦線に左遷された。なお、同じころにマニュエル・ケソン独立準備政府大統領の腹心であったホセ・アバド・サントスは日本軍によって銃殺されている。
神保は中国戦線でも功績を挙げ第43軍の高級副官に任じられたが、直後に終戦を迎え、済南で国民革命軍によって戦犯として捕らえられた。戦後独立フィリピンの初代大統領となっていたロハスが、神保の友人である山本有三参議院議員から連絡を受けて、蔣介石国民政府主席に宛てて命の恩人である神保の助命嘆願親書を送ったことから、神保は1947年3月に無罪釈放される。このことは3国を結ぶ国際秘話として話題になり、同年6月に晴れて日本に帰国した神保は「地上の権力はいつかは亡びるが、真の愛情は永遠に続く」と報道陣に語った。ロハスは翌年4月に急逝する直前まで神保の生活を案じていたという。
1951年の公職追放解除後、日本側戦犯死刑囚の減刑嘆願や残留日本兵の収容に尽力したほか、日比親善交流に奔走し日比友好協会（日本リサール協会）設立にも貢献した。存命中は貿易事業も手がけ、両国間を往来した。日比賠償協定締結に際しては、賠償金を使った日本からの中古漁船購入を仲介しようと企画していた。

## 人物
- 山本有三は、神保について「かれは西洋画をたしなみ、文学を愛し、考古学に興味を持っている。軍人離れした将校である。それだからこそ、軍人でありながら、わたしと近しくなったのであるが、それだからこそ、陸軍大学に入学することもできず、昇進も遅い士官であったのである」と語っている[3]。
- 油絵の風景画を好み、中国の戦場でも悠然と描いていたという。発砲音が聞こえると、銃弾をよけるように部下の前で踊り始めて緊張を和ませるなど、おおらかな人柄であったという[2]。

## その他
- 神保の死後である1996年に、フィデル・ラモス大統領から初代大統領の命を救った功績をたたえて夫人と長男に表彰状が渡された[1][4]。